# Russelia cuneata
Russelia cuneata là một loài thực vật có hoa trong họ Mã đề. Loài này được B.L. Rob. miêu tả khoa học đầu tiên năm 1909.